# Цянь Хунцзо
Ця́нь Хунцзо́ (кит.: 錢弘佐; піньїнь: Qián Hóngzuǒ; 14 серпня 928 — 22 червня 947) — третій ван держави Уюе (941—947). Шостий син уюеського вана Цяня Юаньгуана. Мав лагідний характер, захоплювався літературою і поезією. Успадкував трон після смерті батька. Воював проти Південної Тан, захопив Фучжоу (947). Помер у молодому віці.

## Імена
- Прізвище та ім'я: Цянь Хунцзо (кит.: 錢弘佐, Qián Hóngzuǒ)
- Друге ім'я: Юанью (кит.: 元祐, Yuanyou)
- Посмертне ім'я: Чжунсянь (кит.: 忠獻王, Zhōngxiàn-wáng, «Вірний і жертовний ван»)
- Храмове ім'я: Ченцзун (кит.: 成宗, Chéngzōng)

## Біографія
Був сином Цяня Юаньгуана, після смерті якого 941 року успадкував трон.
На початку свого правління був змушений придушувати заколот військовиків. Загалом джерела називають його гарним правителем, який був досить м'яким, та разом з тим наполегливим. Він ухвалив рішення на три роки звільнити своїх людей від податків.
Наприкінці 943 року Цянь Хунцзо стикнувся з черговим заколотом проти його влади з боку деяких провінційних правителів. Однак йому вдалось приборкати і їх. 944 року Уюе надавала допомогу своєму південному сусіду — Мінь, де тривала громадянська війна. В тому конфлікті Цянь Хунцзо підтримав Чжу Веньцзіня, втім, незважаючи на це, вже на початку наступного року Мінь припинила своє існування під тиском Південної Тан.
Влітку 947 року війська Уюе завдали поразки Південній Тан. Однак наприкінці того ж року Цянь Хунцзо помер, а престол успадкував його брат Цянь Хунцзун.

## Сім'я
- Батько: Цянь Юаньгуан
- Брат: Цянь Хунцзун